# Kanton Saint-Pierre-Église
Der Kanton Saint-Pierre-Église war von 1790 bis 2015 ein französischer Wahlkreis im Arrondissement Cherbourg, im Département Manche und in der Region Normandie. Hauptort war Saint-Pierre-Église.
Der Kanton Saint-Pierre-Église hatte zum 1. Januar 2012 insgesamt 8545 Einwohner.

## Gemeinden
Der Kanton bestand aus 18 Gemeinden:
| Gemeinde            | Einwohner Jahr | Fläche km² | Bevölkerungsdichte | Code INSEE | Postleitzahl |
| ------------------- | -------------- | ---------- | ------------------ | ---------- | ------------ |
| Brillevast          | 344 (2013)     | –          | – Einw./km²        | 50086      | 50330        |
| Canteloup           | 228 (2013)     | –          | – Einw./km²        | 50096      | 50330        |
| Carneville          | 227 (2013)     | –          | – Einw./km²        | 50101      | 50330        |
| Clitourps           | 204 (2013)     | –          | – Einw./km²        | 50135      | 50330        |
| Vicq-sur-Mer        | 1.002 (2013)   | –          | – Einw./km²        | 50142      | 50330        |
| Fermanville         | 1.379 (2013)   | –          | – Einw./km²        | 50178      | 50840        |
| Gatteville-le-Phare | 483 (2013)     | –          | – Einw./km²        | 50196      | 50760        |
| Gonneville-Le Theil | 1.561 (2013)   | –          | – Einw./km²        | 50209      | 50330        |
| Gouberville         | 118 (2013)     | –          | – Einw./km²        | 50211      | 50330        |
| Maupertus-sur-Mer   | 229 (2013)     | –          | – Einw./km²        | 50296      | 50330        |
| Néville-sur-Mer     | 191 (2013)     | –          | – Einw./km²        | 50375      | 50330        |
| Réthoville          | 128 (2013)     | –          | – Einw./km²        | 50432      | 50330        |
| Saint-Pierre-Église | 1.747 (2013)   | –          | – Einw./km²        | 50539      | 50330        |
| Le Theil            | 664 (2013)     | –          | – Einw./km²        | 50595      | 50330        |
| Théville            | 296 (2013)     | –          | – Einw./km²        | 50596      | 50330        |
| Tocqueville         | 268 (2013)     | –          | – Einw./km²        | 50598      | 50330        |
| Varouville          | 262 (2013)     | –          | – Einw./km²        | 50618      | 50330        |
| Le Vast             | 318 (2013)     | –          | – Einw./km²        | 50619      | 50330        |